# Steroide neuroattivo
Gli steroidi neuroattivi (o neurosteroidi) sono steroidi che alterano rapidamente l'eccitabilità neuronale mediante l'interazione con i canali ionici associati ai  neurotrasmettitori.
Inoltre, questi steroidi possono anche esercitare effetti sull'espressione genica attraverso i recettori degli ormoni steroidei.  I neurosteroidi hanno un ampio campo di applicazioni cliniche potenziali, dalla sedazione al trattamento dell'epilessia e del trauma cranico.
Il Ganaxolone, un analogo di sintesi del neurosteroide endogeno allopregnanolone, è in fase di verifica sperimentale per il trattamento dell'epilessia.

## Biosintesi
Parecchi di questi steroidi si accumulano nell'encefalo dopo la sintesi locale o a seguito del metabolismo degli steroidi adrenali o gonadali, in particolare del testosterone. I neurosteroidi sono sintetizzati nel sistema nervoso centrale e  nel periferico, specialmente nelle cellule gliali che producono mielina, dal colesterolo o da precursori steroidei importati da fonti periferiche.
Tra questi vi sono i 3β-idrossi-Δ5-derivati, come il pregnenolone (PREG) e il deidroepiandrosterone (DHEA), i loro solfati ed i metaboliti ridotti, quali il tetraidro-derivato del progesterone 3α-idrossi-5α-pregnan-20-one (3α,5α-THPROG).

## Meccanismo d'azione
Questi composti possono agire come modulatori allosterici dei recettori dei neurotrasmettitori, quali il recettore GABAA, il recettore NMDA e i recettori sigma.
Anche il progesterone (PROG) è un neurosteroide che attiva i recettori del progesterone espressi nelle cellule gliali periferiche e centrali.
Si è ipotizzato che gli steroidi 3α-idrossi-derivati del pregnano con anello A ridotto allopregnanolone e tetraidrodeossicorticosterone aumentino le correnti di cloruri mediate dal GABA, mentre il pregnenolone solfato e il deidroepiandrosterone (DHEA) solfato mostrano proprietà funzionali antagoniste ai recettori GABAA.

## Applicazioni terapeutiche
Parecchi neurosteroidi di sintesi sono stati utilizzati come sedativi per ottenere l'anestesia generale per l'effettuazione di interventi chirurgici.
I più noti fra questi sono l'alfaxolone, l'alfadolone, l'idrossidione e il minaxolone. 
Il primo di questi ad essere introdotto fu l'idrossidione, che è il 21-idrossi-derivato esterificato del 5β-pregnandione. 
L'idrossidione si rivelò un utile farmaco anestetico con un buon profilo di sicurezza, ma era doloroso e irritante quando era iniettato, probabilmente a causa della scarsa solubilità in acqua. 
Si giunse così allo sviluppo di nuovi steroidi neuroattivi. Il farmaco di questa famiglia, che in seguito fu commercializzato, era una miscela di alfaxolone e alfadolone, nota come Althesin. Questo farmaco fu vietato per l'impiego sull'uomo a causa di reazioni tossiche rare ma serie, restando però tuttora in uso nella medicina veterinaria. 
Il successivo anestetico neurosteroideo introdotto nella medicina dell'uomo fu il nuovo farmaco minaxolone, che è circa tre volte più potente dell'althesin, garantendo comunque un profilo positivo di sicurezza, senza i problemi di tossicità dimostrati dall'althesin. 
Comunque, anche questo farmaco è stato recentemente ritirato dal commercio, non per problemi legati all'utilizzo nella pratica clinica, bensì perché studi su animali hanno suggerito una potenziale carcinogenicità e, dal momento che principi attivi alternativi erano già disponibili, si ritenne che il possibile rischio non controbilanciava il beneficio di mantenerlo sul mercato.
Il neurosteroide ganaxolone, un analogo del metabolita del progesterone allopregnanolone, è stato estensivamente indagato in modelli animali ed al momento è sottoposto a verifiche cliniche per il trattamento dell'epilessia. I neurosteroidi, incluso il ganaxolone, hanno un ampio spettro di attività nei modelli animali. Possono anche presentare dei vantaggi rispetto ad altri modulatori del recettore GABAA, in particolare le benzodiazepine, per il fatto che non sembra che problemi di tolleranza appaiano al prolungarsi dell'utilizzo.
Nelle sperimentazioni cliniche, il ganaxolone è risultato efficace nel trattamento di crisi parziali negli adulti e ben tollerato.

## Ruolo nell'azione antidepressiva
Si è riscontrato che certi farmaci antidepressivi come la fluoxetina e la fluvoxamina, che generalmente si ritiene agiscano in maniera primaria come inibitori selettivi della riassunzione di serotonina (SSRI), aumentano i livelli di alcuni neurosteroidi. Sulla base di questi studi, è stato proposto che i livelli aumentati di neurosteroidi indotti da fluoxetina o fluvoxamina possono contribuire in maniera significativa alla loro azione o addirittura possono essere il meccanismo d'azione predominante di questi farmaci antidepressivi.

## Effetti delle benzodiazepine sui neurosteroidi
Le benzodiazepine possono influenzare il metabolismo degli steroidi neuroattivi mediante le loro azioni sulle proteine traslocatrici (TSPO; "recettore periferico delle benzodiazepine"). 
Le azioni farmacologiche delle benzodiazepine nei confronti del recettore GABAA sono simili a quelle dei neurosteroidi. 
Fattori che influenzano la capacità delle singole benzodiazepine di alterare i livelli di neurosteroidi possono dipendere dall'eventuale interazione della singola benzodiazepine con le TSPO. 
Alcune benzodiazepine possono anche inibire gli enzimi neurosteroidogenici, riducendo la sintesi dei neurosteroidi.

## Antagonisti
- 17-fenilandrostenolo - blocca gli effetti degli steroidi neuroattivi senza riduzione della risposta alle benzodiazepine o ai barbiturati